# Institutul Național Agronomic
Format:Infocaseta Universitate3
Institutul Național Agronomic din Paris a fost o unitate de învățământ superior de pregătire a inginerilor agronomi. Înființat în 1876, institutul s-a mutat într-un local nou în 1889, pe strada Claude Bernard. Institutul a fost desființat în 1971, în urma comasării cu Școala  națională supérioară de agronomie din Grignon pentru a forma Institutul national agronomic aris-Grignon (INA P-G).